# Lijst van Belgische deelnemers aan de Paralympische Zomerspelen 1980
Deze lijst van Belgische deelnemers aan de Paralympische Zomerspelen 1980 in Arnhem en Veenendaal, Nederland geeft een overzicht van de sporters die zich hebben gekwalificeerd voor de Spelen.
| Paralympiër         | Sport                  | Onderdeel | Ervaring   |
| ------------------- | ---------------------- | --- | ---------- |
| Achiel Braet        | Atletiek               | Discuswerpen Klasse F Kogelstoten Klasse F Speerwerpen Klasse F                                                                              | 2de Spelen |
| Alex Hermans        | Atletiek               | Kogelstoten Klasse CP C Verspringen Klasse CP C                                                                                              | Debutant   |
| Andre de Prins      | Atletiek               | Discuswerpen Klasse B Kogelstoten Klasse B                                                                                                   | 2de Spelen |
| Andre Fievez        | Atletiek               | 5000 m Klasse B Lopen Speerwerpen Klasse B                                                                                                   | 2de Spelen |
| Annie Cornil        | Atletiek               | 200 m Klasse 3 400 m Klasse 3 60 m Klasse 3 Slalom Klasse 3 Kogelstoten Klasse 3                                                             | 2de Spelen |
| Charles Ledent      | Atletiek               | Discuswerpen Klasse A Kogelstoten Klasse A                                                                                                   | 2de Spelen |
| Claude Goffin       | Atletiek Tafeltennis   | 60 m Klasse 1A Kogelstoten Klasse 1A Individueel Klasse 1A                                                                                   | Debutant   |
| Danny de Meersman   | Atletiek               | Hoogspringen Klasse B | Debutant   |
| Danny de Sutter     | Atletiek               | 100 m Klasse B Vijfkamp Klasse B | Debutant   |
| E. Brandt           | Atletiek Zwemmen       | 800 m Klasse CP D 100 m Schoolslag Klasse CP D 100 m Rugslag Klasse CP D 100 m Vrije Slag Klasse CP D                                        | Debutant   |
| E. Criar            | Atletiek               | 60 m Klasse CP D Speerwerpen Klasse CP D Verspringen Klasse CP D                                                                             | Debutant   |
| F. Janssens         | Atletiek               | 800 m Klasse CP D Discuswerpen Klasse CP D                                                                                                   | Debutant   |
| Fr. Vandenbosch     | Atletiek               | Discuswerpen Klasse D Kogelstoten Klasse D Speerwerpen Klasse D                                                                              | Debutant   |
| Francine Billiet    | Atletiek               | Hoogspringen Klasse B Speerwerpen Klasse B Verspringen Klasse B                                                                              | Debutant   |
| Freddy Matton       | Atletiek               | 1500 m Klasse B 400 m Klasse B | Debutant   |
| G. Carly            | Atletiek               | Speerwerpen Klasse CP D | Debutant   |
| G. de Winne         | Atletiek               | 800 m Klasse CP D 80 m Klasse CP D Kogelstoten Klasse CP D                                                                                   | Debutant   |
| Gerard de Witte     | Atletiek               | 100 m Klasse D Hoogspringen Klasse D Verspringen Klasse D Speerwerpen Klasse D                                                               | 2de Spelen |
| Rik Himpe           | Atletiek               | Verspringen Klasse CP D | Debutant   |
| Jacky Pirson        | Atletiek               | 200 m Klasse 3 Discuswerpen Klasse 3 Speerwerpen Klasse 3                                                                                    | Debutant   |
| Lionel Creyf        | Atletiek Zwemmen       | Discuswerpen Klasse CP D Speerwerpen Klasse CP D 100 m Vrije Slag Klasse CP D                                                                | Debutant   |
| Ludo van Hoof       | Atletiek               | Hoogspringen Klasse A 400 m Klasse A 60 m Klasse A Verspringen Klasse A                                                                      | Debutant   |
| M. de Meyer         | Atletiek               | 1500 m Klasse 5 800 m Klasse 5 100 Klasse 5 Discuswerpen Klasse 5 Speerwerpen Klasse 5 Vijfkamp Klasse 5                                     | Debutant   |
| M. de Vlieghere     | Atletiek               | Discuswerpen Klasse CP C Kogelstoten Klasse CP C Speerwerpen Klasse CP C                                                                     | Debutant   |
| Marc de Vos         | Atletiek               | 200 m Klasse 3 400 m Klasse 3 100 m Klasse 3 Speerwerpen Klasse 3                                                                            | Debutant   |
| Marcel Chollot      | Atletiek Gewichtheffen | Discuswerpen Klasse D Kogelstoten Klasse D Speerwerpen Klasse D tot 85 kg Amputatie                                                          | 2de Spelen |
| Marie Coosemans     | Atletiek               | 3000 m Klasse A Lopen Speerwerpen Klasse A Kogelstoten Klasse A                                                                              | Debutant   |
| Marie Line Pollet   | Atletiek               | 800 m Klasse 5 Discuswerpen Klasse 5 Kogelstoten Klasse 5                                                                                    | Debutant   |
| Mario de Baene      | Atletiek               | 80 m Klasse CP D Verspringen Klasse CP D | Debutant   |
| Martin Sallaert     | Atletiek               | 400 m Klasse B Hoogspringen Klasse B Verspringen Klasse B                                                                                    | 2de Spelen |
| P. Minnaert         | Atletiek               | 80 m Klasse CP D Kogelstoten Klasse CP D | Debutant   |
| P. Vermeulen        | Atletiek               | 1500 m Klasse 5 Discuswerpen Klasse 5 60 m Klasse 5 Slalom Klasse 5 Kogelstoten Klasse 5                                                     | Debutant   |
| Paul Van Winkel     | Atletiek               | 200 m Klasse 3 100 m Klasse 3 400 m Klasse 3 Slalom Klasse 3                                                                                 | Debutant   |
| Remi van Ophem      | Atletiek               | 1500 m Klasse 4 800 m Klasse 4 100 m Klasse 3 Discuswerpen Klasse 3 Speerwerpen Klasse 3                                                     | 3de Spelen |
| Robert Fraeyman     | Atletiek               | 60 m Klasse A | 2de Spelen |
| Rudy de Meersman    | Atletiek               | Discuswerpen Klasse B Kogelstoten Klasse B Hoogspringen Klasse B Verspringen Klasse B Vijfkamp Klasse B                                      | Debutant   |
| Willy Mercier       | Atletiek               | 60 m Klasse A Hoogspringen Klasse A Verspringen Klasse A                                                                                     | Debutant   |
| Guy Grun            | Boogschieten           | Dubbele FITA Ronde dwarslaesie | 4de Spelen |
| Filip Bardoel       | Boogschieten           | Dubbele FITA Ronde dwarslaesie | 2de Spelen |
| Jozef Meysen        | Boogschieten           | Dubbele FITA Ronde dwarslaesie | 2de Spelen |
| A. Hoste            | Boogschieten           | Uitgebreide Metrische ronde dwarslaesie | Debutant   |
| J. van Eynde        | Boogschieten           | Uitgebreide Metrische ronde dwarslaesie | 2de Spelen |
| Santino Fenucci     | Boogschieten           | Uitgebreide Metrische ronde dwarslaesie | 2de Spelen |
| Carmelo Scalisi     | Boogschieten           | Dubbele FITA Ronde amputatie | Debutant   |
| Ronny Waterbley     | Schermen               | Sabel Klasse 4-5 | 3de Spelen |
| Philip Wouters      | Schermen Schietsport   | Degen Klasse 1A Luchtgeweer geknield Klasse 1A-1C Luchtgeweer liggend Klasse 1A-1C                                                           | 2de Spelen |
| B. de Jonghe        | Schietsport            | Luchtpistool Klasse Amputatie | Debutant   |
| B. Wolf             | Schietsport            | Luchtpistool Klasse Amputatie | Debutant   |
| J. van Ballenberghe | Schietsport            | Luchtgeweer geknield Klasse 2-5 Luchtgeweer liggend Klasse 2-5                                                                               | Debutant   |
| Solange de Paepe    | Tafeltennis            | Individueel Klasse 2 | 2de Spelen |
| D. van den Linden   | Tafeltennis            | Individueel Klasse 2 | Debutant   |
| L. Verbrauwe        | Tafeltennis            | Individueel Klasse 4 | 2de Spelen |
| Ann Matthys         | Tafeltennis            | Individueel Klasse 4 | 4de Spelen |
| Jozef Devriese      | Tafeltennis            | Individueel Klasse D | 2de Spelen |
| K. Willekens        | Tafeltennis            | Individueel Klasse F | Debutant   |
| A. Bosman           | Zwemmen                | 50 m Rugslag Klasse 3 50 m Schoolslag Klasse 3 50 m Vrije Slag Klasse 3                                                                      | Debutant   |
| Ch. Berg            | Zwemmen                | 25 m Vrije Slag Klasse 1B 25 m Rugslag Klasse 1B                                                                                             | Debutant   |
| Chris de Craene     | Zwemmen                | 100 m Rugslag Klasse 4 100 m Schoolslag Klasse 4 100 m Vrije Slag Klasse 4                                                                   | Debutant   |
| E. Lauwers          | Zwemmen                | 50 m Schoolslag Klasse CP C 50 m Rugslag Klasse CP C 50 m Vrije Slag Klasse CP C                                                             | Debutant   |
| Fr. Brocatus        | Zwemmen                | 25 m Rugslag Klasse 1B 25 m Vrije Slag Klasse 1B 25 m Schoolslag Klasse 1B                                                                   | Debutant   |
| M. de Craeckere     | Zwemmen                | 50 m Vrije Slag Klasse F 50 m Schoolslag Klasse F 50 m Rugslag Klasse F 3x50 m Individuele Wisselslag Klasse F                               | Debutant   |
| P. Gistelinck       | Zwemmen                | 100 m Schoolslag Klasse 6 100 m Rugslag Klasse 6 100 m Vlinderslag Klasse 6 100 m Vrije Slag Klasse 6 4x50 m Individuele Wisselslag Klasse 6 | Debutant   |
| Pascal Cornelis     | Zwemmen                | 50 m Vrije Slag Klasse 2 50 m Schoolslag Klasse 2 25 m vlinderslag Klasse 2 50 m Rugslag Klasse 2 3x25 m Individuele Wisselslag Klasse 2     | 2de Spelen |

## Opmerkingen
- De namen van de Basketbal heren van 1980 zijn niet bekend.
- De namen van de Goalball heren van 1980 zijn niet bekend.